# بث تلفزي
البث التلفزي هو تقنية إرسال أحادية الاتجاه للإشارات لعدد كبير من الزبائن.

البث التلفزي يمكن أن يطبق على إرسال إشارات تناظرية أو رقمية، فيديو، أوديو والمعطيات المرفقة مثل التيلتكس (النص المرسل تلفزيا).

## مبدأ عام
موقع الإرسال يسمح بان يُلتقط من المستقبلات لمنطقة التغطية الخاصة به. المرسِل يكون دائما مفعّل (نشط)، بينما يمكن ان يكون المستقبل مشتغلا أو لا. مراقبة الالتقاط يجب أن تكون عن بُعد بفضل أجهزة القياس المتبثة في منطقة التغطية ومزوّدة بتجهيزات الإرسال للمعلومات (مثلا: عبر الانترنت).

## برودكاست
بالتوسع فان المصطلح الإنجليزي برودكاست لا يُعرّف فقط نمط ما ولكن مواصفات الاعباء النوعية (المؤهلة) للتجهيزات، الأنماط، المعايير والتي تدعم بصرامة تكيّفها للإنتاج الاحترافي. بالمقابل، «المعدات التعليمية»، و «نصف-احترافية»، و«عامة الناس» فتكون مذكورة.

## الاتصال التلفزي
بمقابل فكرة النشر، يمكننا استغلال كلمة «بث متعدد»، أو «بث أحادي»، التي تمثل الوصلات المباشرة يعني الفردية بين المرسل والمستقبل.  